# ثيودور جونغ
ثيودور جونغ (بالإنجليزية: Theodor Jung)‏ هو مصور أخبار ومصور وصحفي أمريكي، ولد في 29 مايو 1906 في الإمبراطورية النمساوية المجرية، وتوفي في 19 فبراير 1996 في كاليفورنيا في الولايات المتحدة.